# Nuh Köklü
Nuh Köklü (* 1968 in Ankara; † 17. Februar 2015 in Kadıköy, Istanbul) war ein türkischer Journalist, Schriftsteller und Mitarbeiter beim Fernsehen.

## Leben
Köklü begann 1994 mit der journalistischen Arbeit in der unabhängigen Zeitschrift Express. Dann arbeitete er bei den Magazinen Istanbul Life und Tempo. Er arbeitete auch als Redakteur für Açık Radyo, einen unabhängigen Radiosender in Istanbul. 2003 verbrachte er ein Jahr in Lateinamerika und lebte unter anderem in Argentinien, Peru und Uruguay. Nach seiner Rückkehr begann er als Journalist bei den Zeitungen Hürriyet und Radikal zu arbeiten, sowie bei  der Zeitung Sabah. Von 2010 an arbeitete er als Programmredakteur bei NTV, bis er im Mai 2014 entlassen wurde. Er war auch Vertrauensmann der türkischen Journalistengewerkschaft und nach den Gezi-Protesten wurde er Mitglied eines Stadtteilkomitees.

## Tod
Köklü wurde von einem Ladenbesitzer getötet, als er mit seinen Freunden in Yeldeğirmeni im Istanbuler Stadtteil Kadıköy nach einer Demonstration eine Schneeballschlacht veranstaltete. Ein Schneeball knallte gegen die Scheibe des Ladens, woraufhin der Ladenbesitzer Köklü bei Angriffen auf die Gruppe mit einem Brotmesser erstach. Nach seinem Tod wurde Köklü zu Ehren am Tatort ein Denkmal errichtet. Köklüs letzte Worte waren „Hoffentlich ist das nur ein Traum“.